# Caminhos do Campo
Caminhos do Campo é um programa de televisão jornalístico brasileiro do gênero rural exibido semanalmente aos domingos pela RPC TV, afiliada da Rede Globo no Paraná. O programa foca em assuntos sobre o agronegócio, culinária e mercado de produção agrícola do estado, exibindo também informações sobre eventos locais e curiosidades sobre a vida no campo. Segundo a TV Globo, seu objetivo é "promover os valores da terra", fazendo reportagens de interesses dos agricultores. Em 2010, entrevistou candidatos ao governo do estado do Paraná para conhecer suas políticas quanto ao agronegócio. Até 2018, foi apresentado por Sandro Ivanowski.